# Sobralia chrysostoma
Sobralia chrysostoma är en orkidéart som beskrevs av Robert Louis Dressler. Sobralia chrysostoma ingår i släktet Sobralia och familjen orkidéer.
Artens utbredningsområde är Costa Rica. Inga underarter finns listade i Catalogue of Life.

## Bildgalleri

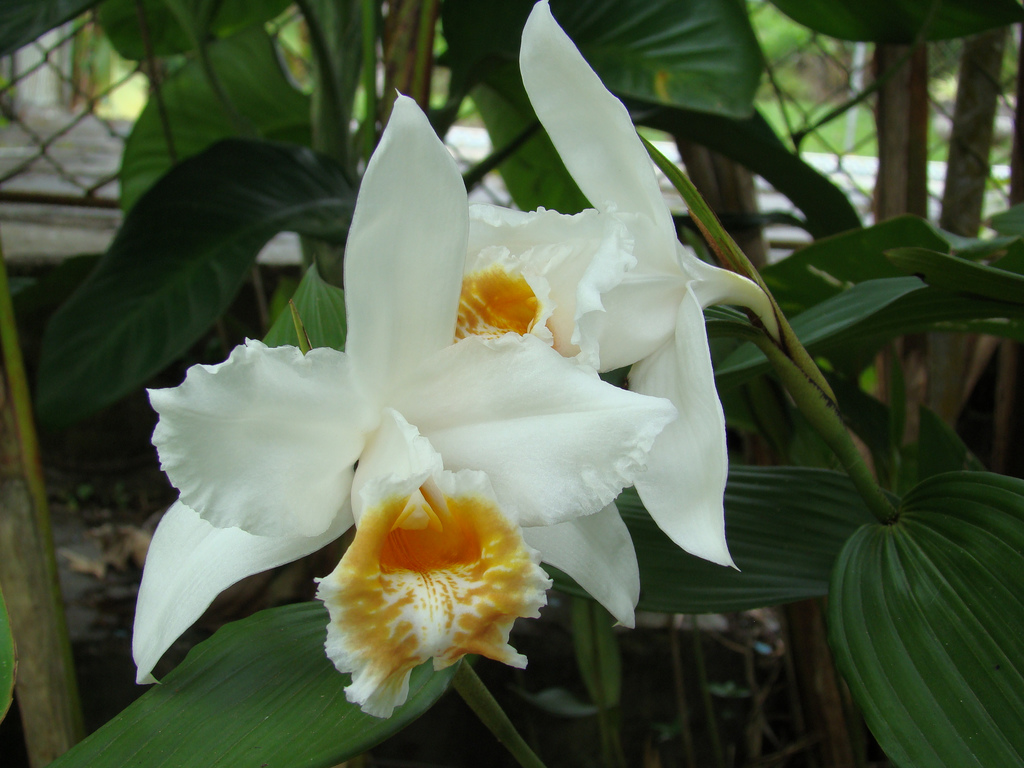
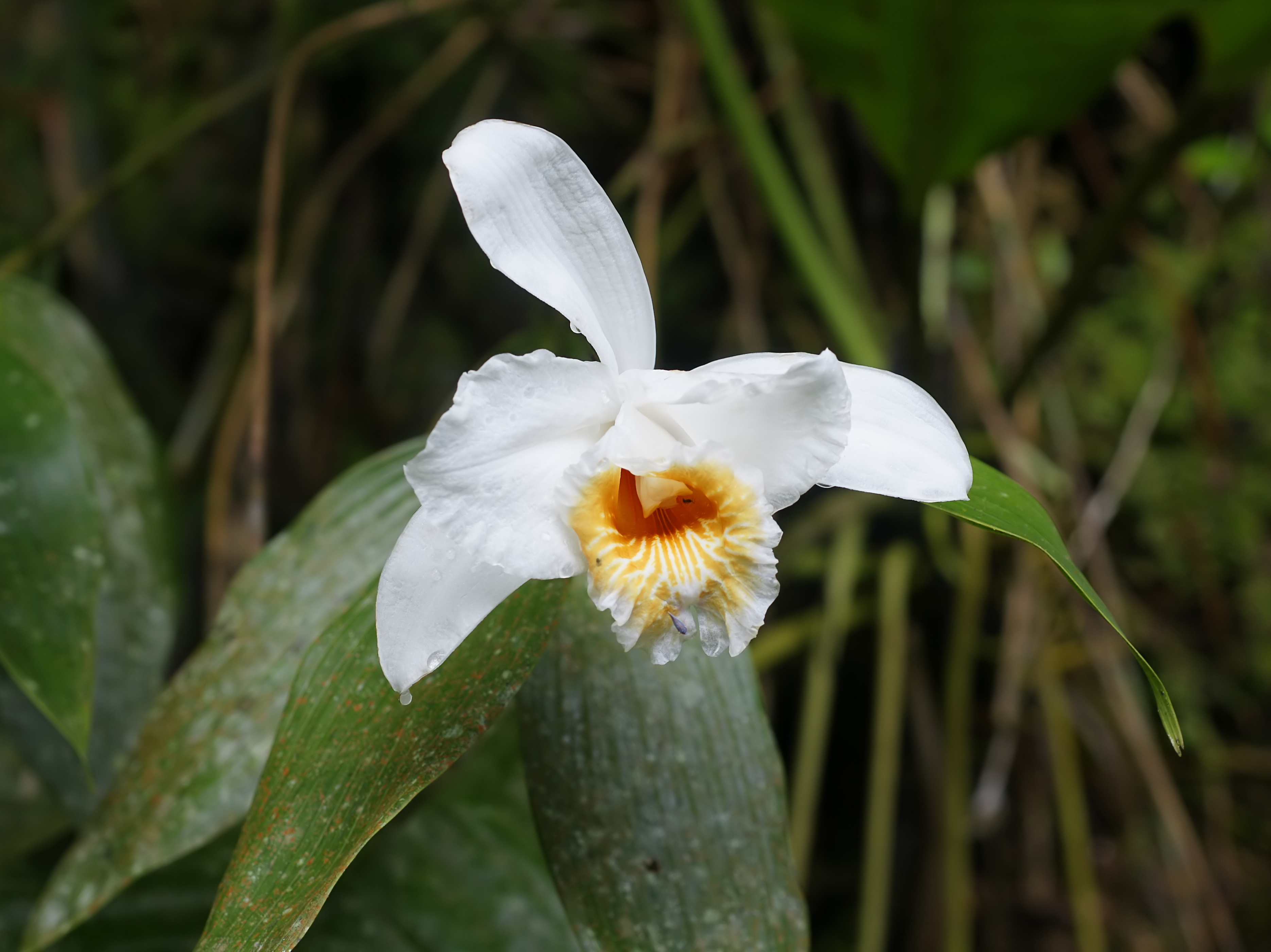
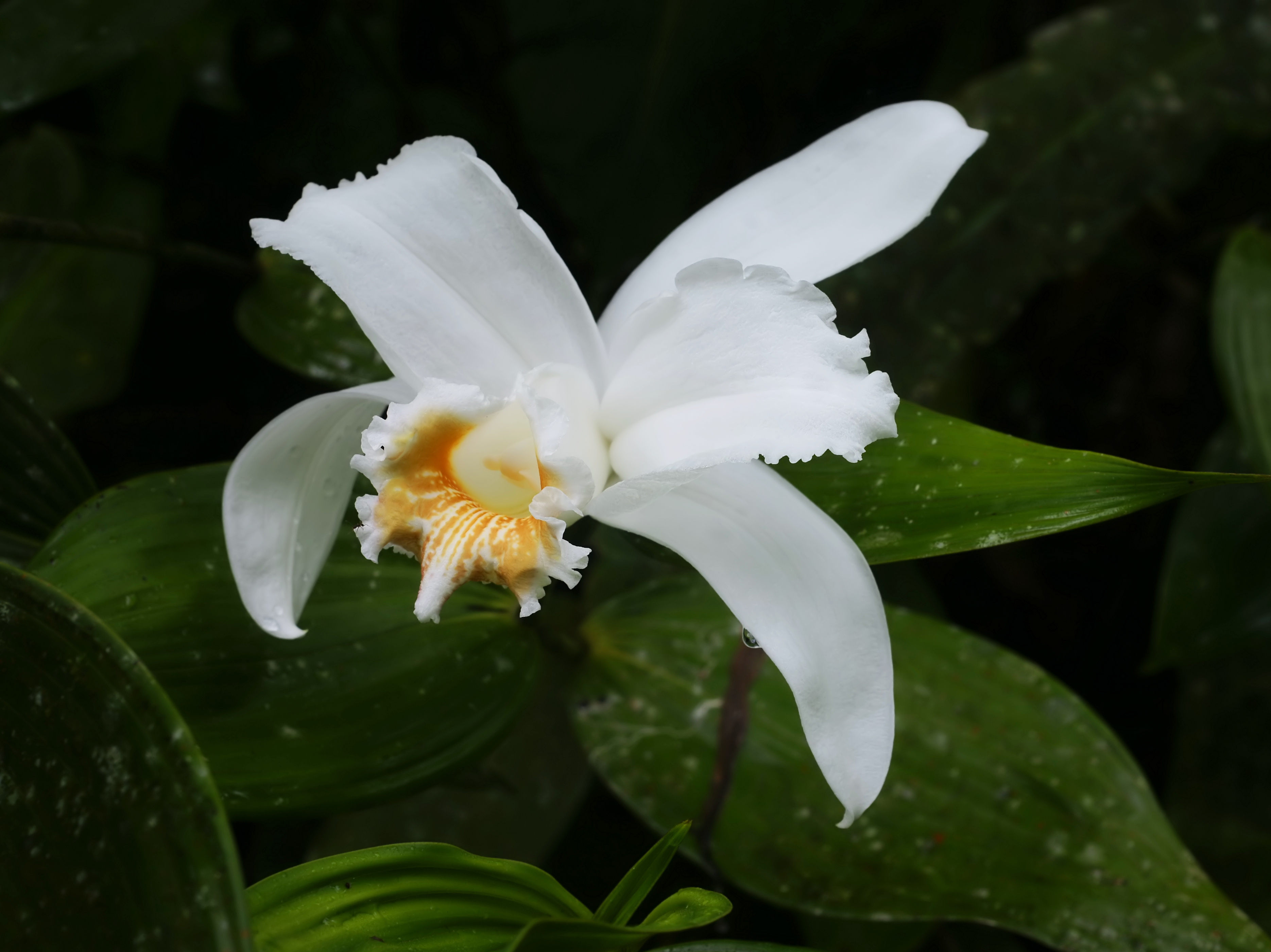